# Place du Petit-Bois
Pour les articles homonymes, voir Petit-Bois.
La place du Petit-Bois est une place de Nantes, en France.

## Situation et accès
La place du Petit-Bois est située dans le quartier Dervallières - Zola, dans l'ouest de Nantes, à un peu plus de 200 m à l'ouest de la place Canclaux. Il s'agit d'une petite place formant presque un triangle rectangle, de 80 m dans sa plus grande dimension. Bordée de maisons basses, son terre-plein central est planté d'arbres et comporte quelques bancs ombragés. Elle est accessible au sud par la rue Clémence-Royer, à l'est par le passage Proutier et au nord-est par la rue Auguste-Rodin et le passage du Petit-Bois.
La place donne son nom au micro-quartier du Petit Bois.

## Historique
Avant le XIXe siècle, l'actuelle place du Petit-Bois est occupée par un étang et un bosquet, dont le nom de « petit bois » fait contraste avec le « grand bois », le parc du château de Launay, plus au sud,.
L'étang est comblé en 1880 et remplacé par une place en terre battue.